# Stazione di Shakudo
La stazione di Shakudo (尺土駅?, Shakudo-eki) è una stazione ferroviaria della città di Katsuragi, nella prefettura di Nara, in Giappone. Presso di essa passa la linea Kintetsu Minami-Ōsaka, e ha inizio la linea Kintetsu Gose, e fermano tutti i treni.

## Linee
Ferrovie Kintetsu
■ Linea Kintetsu Minami-Ōsaka
■ Linea Kintetsu Gose

## Struttura
La stazione è realizzata in superficie, e dispone di due marciapiedi a isola con due quattro passanti. Il fabbricato viaggiatori si trova sopra il piano del ferro, collegato ai marciapiedi da scale fisse e mobili.
| 1-2 | ■ Linea Kintetsu Minami-Ōsaka     | per Kashiwarajingū-mae e Yoshino                              |
| 1-2 | ■ Linea Kintetsu Gose             | per Kintetsu Gose                                             |
| 3-4 | ■ Linea Kintetsu Minami-Ōsaka     | per Furuichi, Fujiidera, Kawachi-Matsubara e Ōsaka-Abenobashi |
| 3-4 | Inversione treni della linea Gose |                                                               |

## Stazioni adiacenti
| «                           | Servizio                    | »                           |
| Linea Kintetsu Minami-Osaka | Linea Kintetsu Minami-Osaka | Linea Kintetsu Minami-Osaka |
| --------------------------- | --------------------------- | --------------------------- |
| Iwaki                       | Locale                      | Takadashi                   |
| Iwaki                       | Semiespresso                | Takadashi                   |
| Furuichi                    | Espresso sezionale          | Takadashi                   |
| Furuichi                    | Espresso                    | Takadashi                   |
| Linea Kintetsu Gose         |                             |                             |
| (Iwaki)                     | Locale                      | Kintetsu Shinjō             |
| (Iwaki)                     | Semiespresso                | Kintetsu Shinjō             |